# يوشييوكي ساكاموتو
يوشييُوكي ساكاموتو (باليابانية: 坂本 義行) (30 مايو 1972 في هيوغو في اليابان – )؛ هو لاعب كرة قدم ياباني سابق كان يلعب كمهاجم.

## وصلات خارجية
- يوشييوكي ساكاموتو على موقع رابطة كرة القدم اليابانية للمحترفين (اليابانية)
- يوشييوكي ساكاموتو على موقع عالم كرة القدم.نت (الإنجليزية)